# 기즈촌 (이시카와현)
기즈촌(木津村)은 이시카와현 노미군에 있던 촌이다.

## 역사
- 1889년 4월 1일 - 정촌제 시행에 의해 5촌의 구역을 가지고 기즈촌이 성립하였다.
- 1907년 8월 5일 - 아와즈촌, 기즈촌이 합병해, 새로운 아와즈촌이 성립하였다.

## 교통

### 철도
후에 구촌 지역에 국유철도 호쿠리쿠선(현 호쿠리쿠본선)의 아와즈역과 호쿠리쿠 철도 아와즈선의 신아와즈역이 위치했지만, 당시에는 미개업 상태였다. 

## 참고문헌
- 角川日本地名大辞典 17 石川県